# Talentfamilie
Der Begriff der Talentfamilie wurde von Gottfried Benn geprägt. Er bezeichnet die hohe Wahrscheinlichkeit, dass Genies eher miteinander in Verwandtschaftsbeziehung stehen als mit anderen Menschen.
Benn analysiert den Status künstlerischer Arbeit als Ausnahmeerscheinung rassenbiologistisch. Benn beschreibt die Bedeutung von Geniefamilien, die regelmäßig große Talente erzeugen, und die „Vorzüchtung“ in diesen Familien.
Francis Galtons ähnlich gelagerte Vererbungslehre verwies die aufstrebende englische Mittelschicht und ihren Glauben an die Machbarkeit des Erfolgs in ihre biologischen Schranken.